# アンドレイ・メドベデフ
アンドレイ・メドベデフ（ウクライナ語：Андрій Медведєв; ラテン文字表記：Andriy Medvedev, 1974年8月31日 - ）は、ウクライナ・キエフ出身の男子プロテニス選手。1999年全仏オープン男子シングルス準優勝者。シングルス自己最高ランキングは4位。ATPツアーでシングルス11勝を挙げた。ダブルス優勝はない。右利き、バックハンド・ストロークは両手打ち。身長193cm、体重93kgの長身選手。

## 来歴
母親の手ほどきで、8歳からテニスを始める。姉のナタリア・メドベデワもプロテニス選手で、WTAツアーで世界ランキング23位を記録した。1986年4月26日に発生したチェルノブイリ原子力発電所事故により、同国内でテニスの屋外練習を続けていた当時11歳の彼や姉が健康上の影響を被った、という説も語られている。
1991年にプロ入りした。4大大会は1992年全仏オープンで初出場し、いきなり4回戦まで進出する。1992年6月のヒポ・グループ・テニス国際でツアー初優勝を果たす。1993年全仏オープンでベスト4進出、準決勝でセルジ・ブルゲラに敗れる。ブルゲラには翌1994年の同大会でも、準々決勝で敗れた。モンテカルロ・マスターズとハンブルク・マスターズで優勝し1994年5月16日付のランキングで自己最高のシングルス4位を記録している。
それからしばらく低迷期が続き、1999年全仏オープンでは世界ランキング100位から決勝に進出した。これは同大会の男子シングルス決勝進出者でも、史上最低順位の記録である。その決勝戦では第13シードのアンドレ・アガシから最初の2セットを6-1, 6-2で奪ったが、第3セットの土壇場からアガシが反撃を開始し、メドベデフは後半の3セットを4-6, 3-6, 4-6で落として準優勝に終わった。アガシはこの優勝により、宿願のキャリア・グランドスラム達成した。この年の全仏オープンは期間中の雨が多く、メドベデフは“最も遅いクレーコート”の得意な選手として勝ち上がったと言われた。
メドベデフは2001年のシーズンを最後に現役を引退し、サンクトペテルブルク・オープンが最後の試合になった。

## ATPツアー決勝進出結果

### シングルス: 18回 (11勝7敗)
| 大会グレード                                  |
| グランドスラム (0-1)                          |
| テニス・マスターズ・カップ (0-0)              |
| ATPマスターズシリーズ (4-1)                   |
| ATPインターナショナルシリーズ・ゴールド (3-0) |
| ATPインターナショナルシリーズ (4–5)           |

| サーフェス別タイトル |
| ハード (2–0)         |
| クレー (9-5)         |
| 芝 (0-1)             |
| カーペット (0-1)     |

| 結果   | No. | 決勝日        | 大会               | サーフェス        | 対戦相手                     | スコア                     |
| ------ | --- | ------------- | ------------------ | ----------------- | ---------------------------- | -------------------------- |
| 優勝   | 1.  | 1992年6月21日 | ジェノア           | クレー            | ギリェルモ・ペレス＝ロルダン | 6–3, 6–4                   |
| 優勝   | 2.  | 1992年7月19日 | シュトゥットガルト | クレー            | ウェイン・フェレイラ         | 6–1, 6–4, 6–7(5), 2–6, 6–1 |
| 優勝   | 3.  | 1992年9月20日 | ボルドー           | クレー            | セルジ・ブルゲラ             | 6–3, 1–6, 6–2              |
| 優勝   | 4.  | 1993年4月4日  | エストリル         | クレー            | カレル・ノバチェク           | 6–4, 6–2                   |
| 優勝   | 5.  | 1993年4月11日 | バルセロナ         | クレー            | セルジ・ブルゲラ             | 6–7(7), 6–3, 7–5, 6–4      |
| 準優勝 | 1.  | 1993年6月20日 | ハレ               | 芝                | アンリ・ルコント             | 2–6, 3–6                   |
| 優勝   | 6.  | 1993年8月22日 | ニューヘイブン     | ハード            | ペトル・コルダ               | 7–5, 6–4                   |
| 準優勝 | 2.  | 1993年11月7日 | パリ               | カーペット (室内) | ゴラン・イワニセビッチ       | 4–6, 2–6, 6–7(2)           |
| 準優勝 | 3.  | 1994年4月3日  | エストリル         | クレー            | カルロス・コスタ             | 6–4, 5–7, 4–6              |
| 優勝   | 7.  | 1994年4月24日 | モンテカルロ       | クレー            | セルジ・ブルゲラ             | 7–5, 6–1, 6–3              |
| 優勝   | 8.  | 1994年5月8日  | ハンブルク         | クレー            | エフゲニー・カフェルニコフ   | 6–4, 6–4, 3–6, 6–3         |
| 準優勝 | 4.  | 1994年8月7日  | プラハ             | クレー            | セルジ・ブルゲラ             | 3–6, 4–6                   |
| 優勝   | 9.  | 1995年5月14日 | ハンブルク         | クレー            | ゴラン・イワニセビッチ       | 6–3, 6–2, 6–1              |
| 準優勝 | 5.  | 1996年7月14日 | ボースタード       | クレー            | マグヌス・グスタフソン       | 1–6, 3–6                   |
| 優勝   | 10. | 1996年8月25日 | ロングアイランド   | ハード            | マルティン・ダム             | 7–5, 6–3                   |
| 優勝   | 11. | 1997年5月11日 | ハンブルク         | クレー            | フェリックス・マンティーリャ | 6–0, 6–4, 6–2              |
| 準優勝 | 6.  | 1998年7月12日 | ボースタード       | クレー            | マグヌス・グスタフソン       | 2–6, 3–6                   |
| 準優勝 | 7.  | 1999年6月6日  | 全仏オープン       | クレー            | アンドレ・アガシ             | 6–1, 6–2, 4–6, 3–6, 4–6    |

### ダブルス: 1回 (0勝1敗)
| 結果   | No. | 決勝日        | 大会     | サーフェス        | パートナー       | 対戦相手                                      | スコア   |
| ------ | --- | ------------- | -------- | ----------------- | ---------------- | --------------------------------------------- | -------- |
| 準優勝 | 1.  | 1999年11月8日 | モスクワ | カーペット (室内) | マラト・サフィン | ジャスティン・ギメルストブ ダニエル・バチェク | 2–6, 1–6 |

## 4大大会シングルス成績
略語の説明
| W | F | SF | QF | #R | RR | Q# | LQ | A | Z# | PO | G | S | B | NMS | P | NH |

W=優勝, F=準優勝, SF=ベスト4, QF=ベスト8, #R=#回戦敗退, RR=ラウンドロビン敗退, Q#=予選#回戦敗退, LQ=予選敗退, A=大会不参加, Z#=デビスカップ/BJKカップ地域ゾーン, PO=デビスカップ/BJKカッププレーオフ, G=オリンピック金メダル, S=オリンピック銀メダル, B=オリンピック銅メダル, NMS=マスターズシリーズから降格, P=開催延期, NH=開催なし.
| 大会           | 1992 | 1993 | 1994 | 1995 | 1996 | 1997 | 1998 | 1999 | 2000 | 2001 | 通算成績 |
| -------------- | ---- | ---- | ---- | ---- | ---- | ---- | ---- | ---- | ---- | ---- | -------- |
| 全豪オープン   | A    | 3R   | A    | QF   | 2R   | 4R   | 2R   | 2R   | 1R   | 2R   | 13–8     |
| 全仏オープン   | 4R   | SF   | QF   | 4R   | 2R   | 4R   | 1R   | F    | 4R   | 1R   | 29–10    |
| ウィンブルドン | A    | 2R   | 4R   | 2R   | 1R   | 3R   | 2R   | 2R   | 1R   | 1R   | 9–9      |
| 全米オープン   | A    | QF   | 2R   | 2R   | 4R   | 1R   | 2R   | 4R   | A    | A    | 13–7     |